# Pârtie

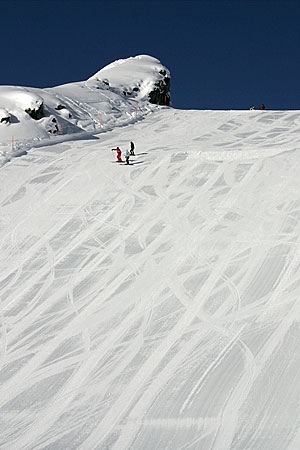
Pârtie de schi

Pârtia este un drum făcut prin zăpadă care în cazul folosirii sale pentru sporturile de iarnă poate fi amenajat și marcat. Pârtiile se folosesc la diferite sporturi de iarnă precum schiul, bobul sau snowboardul, pentru săniuș sau pentru a facilita accesul spre anumite obiective după o ninsoare abundentă.
Pârtiile folosite pentru sporturile de iarnă pot fi :
- naturale , formate din stratul de zăpadă naturată bătătorită sau amenajată cu diferite mașini;
- artificiale, formate din zăpada produsă de tunurile de zăpadă și apoi amenajate;
- mixte, când stratul de zăpadă naturală nu este îndeajuns de gros.

## Semnalizarea dificultății pârtiilor de schi
În România, în stațiunile de schi, dificultatea pârtiilor este reglementată iar clasificarea pe grade de dificultate este explicată mai jos:
| Culori | Dificultate                  | Descriere |
| ------ | ---------------------------- | --- |
|        | Verde : pârtie foarte ușoară | Pârtia de schi cu înclinare medie a pantei de maximum 10%, lățimea de minim 30 m și o diferență de nivel de maxim 50 m.  |
|        | Albastru: pârtie ușoară      | Pârtia de schi cu înclinare medie a pantei de maximum 20%, lățimea de minim 30 m și o diferență de nivel de maxim 200 m. |
|        | Roșu : pârtie medie          | Pârtia de schi cu înclinare medie a pantei de maximum 30%, lățimea de minim 20 m și o diferență de nivel de maxim 500 m. |
|        | Negru : pârtie dificilă      | Pârtia de schi cu înclinare medie a pantei de maximum 40%, lățimea de minim 20 m și o diferență de nivel de maxim 50 m.  |

În Austria și Germania gradul de dificultate și marcajele se calculează conform standardelor DIN 32912 și ÖNORM S 4610:
| Culori | Dificultate                                                     | Descriere |
| ------ | --------------------------------------------------------------- | --- |
|        | Albastru: pârtie ușoară                                         | Pârtia de schi nu are înclinare mai mare de 25% în secțiune longitudinală și transversală, cu excepția unor secțiuni scurte, pe teren cu vizibilitate. Excepțiile permit înclinări la nivelul unei pârtii roșii sau chiar negre pe distanțe scurte.                           |
|        | Roșu : pârtie de nivel mediu                                    | Pârtia de schi nu are înclinare mai mare de 40% în secțiune longitudinală și transversală, cu excepția unor secțiuni scurte, pe teren cu vizibilitate. Excepțiile pot fi pot fi de pantă sub 25% dând senzația de pârtie ușoară sau peste 40% dând senzația de pârtie neagră. |
|        | Negru : pârtie dificilă                                         | Pârtia de schi are înclinare mai mare de 40% în secțiune longitudinală și transversală. Nu toată pârtia are înclinare mai mare de 40%. |
|        | Galben sau roșu : pârtie itinerantă, pârtie dificilă securizată | Pârtii dificile, nepreparate cu ratracuri dar considerate sigure de avalanșe. Acestea pot fi marcate cu galben sau roșu. |

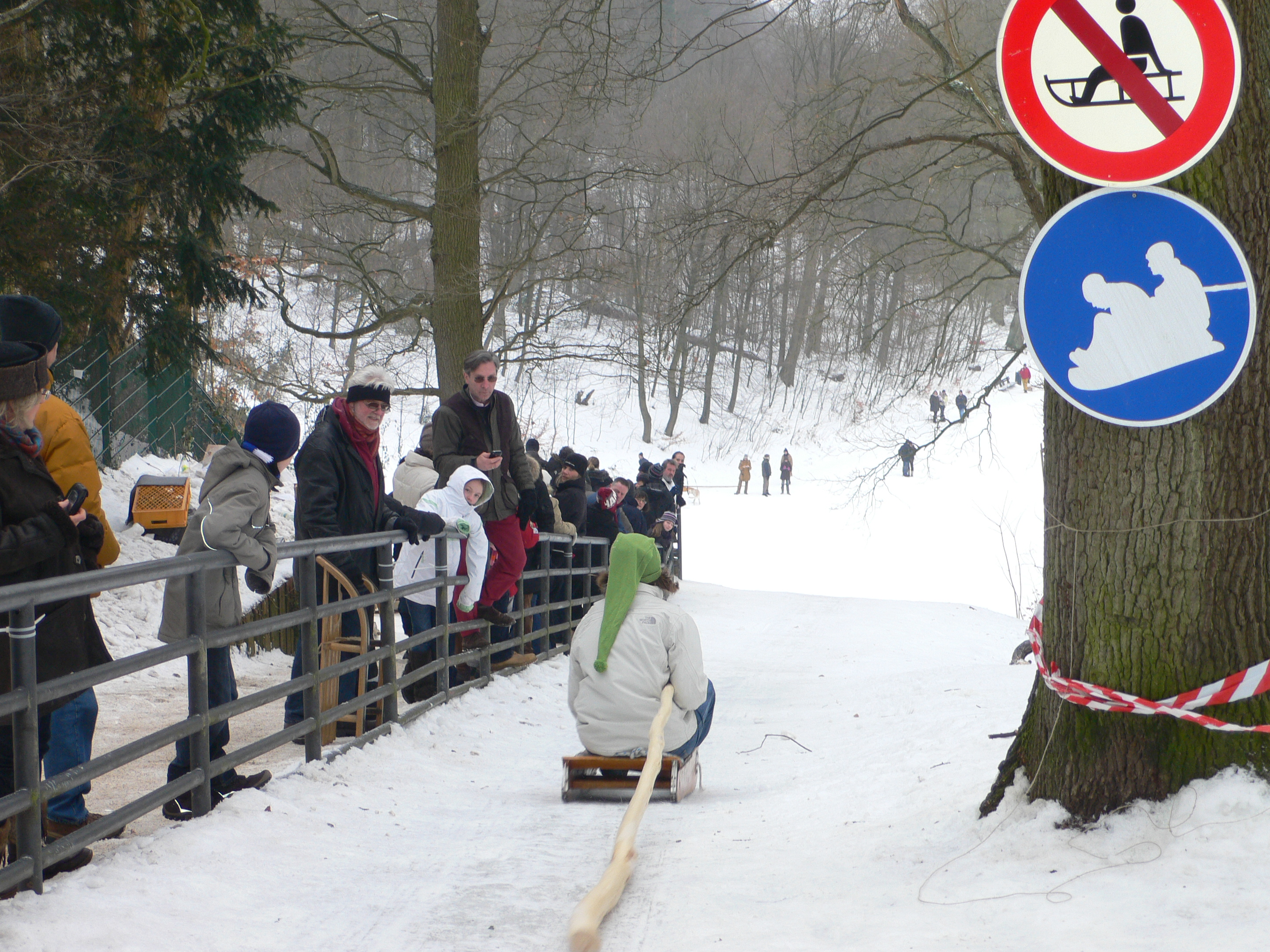
Săniuș

În America de Nord se folosesc următoarele panouri pentru semnalizarea dificultății pârtiilor:
| Simbol/ culoare | Clasificare / Nivel de dificultate                | Descriere |
| --------------- | ------------------------------------------------- | --- |
|                 | Cerc verde / Coborâre ușoară                      | Gradul de înclinare ar trebuie să fie între 6% și 25%.                                                               |
|                 | Romb albastru / Coborâre de dificultate moderată  | Gradul de înclinare ar trebuie să fie între 25% și 40%.                                                              |
|                 | Diamant negru / Coborâre dificilă                 | Gradul de înclinare trebuie să fie peste 40%.                                                                        |
|                 | Dublu diamant negru / Coborâre extrem de dificilă | Pe lângă înclinare se adaugă și dificultăți tehnice cum ar fi viraje foarte strânse și margini care crează confuzie. |